# Pyssa
Pyssa nebo také Tyssa (rusky Пысса nebo Тысса) je řeka v Republice Komi v Rusku. Je 164 km dlouhá. Povodí má rozlohu 1160 km².

## Průběh toku
Ústí zleva do řeky Mezeně.

## Vodní režim
Zdroj vody je smíšený s převahou sněhového. Zamrzá na konci října až na začátku listopadu a rozmrzá na začátku května. Řeka je splavná.